# كارلو ساراودي
كارلو ساراودي (بالإيطالية: Carlo Saraudi)‏ (4 فبراير 1899 – 1973) هو ملاكم إيطالي راحل، مثّل بلاده في الألعاب الأولمبية الصيفية 1924.

## روابط خارجية
كارلو ساراودي على موقع بوكس ريك (الإنجليزية) (registration required)
- كارلو ساراودي على موقع بوكس ريك (الإنجليزية) (registration required)
- كارلو ساراودي على موقع أوليمبيديا (الإنجليزية)